# Hiromi Yanagihara
Hiromi Yanagihara (柳原尋美, Yanagihara Hiromi), née le 19 octobre 1979 à Chiba au Japon et morte le 16 juillet 1999  à Hokkaido, est une actrice, chanteuse et idole japonaise de la fin des années 1990. Elle est le premier membre ou ex-membre du Hello! Project à mourir, et reste la seule durant au moins la quinzaine d'années suivantes.

## Biographie
Hiromi Yanagihara débute en 1998, apparaissant dans trois dramas dont celui des Morning Musume, Taiyō Musume to Umi, puis dans leur film Morning Cop - Daite Hold On Me!. En avril 1999, elle est sélectionnée dans le cadre de l'émission télévisée Idol o Sagase pour faire partie d'un des premiers groupes du Hello! Project : Country Musume, aux côtés de Rinne Toda et Azusa Kobayashi, désignées toutes trois par leur seul prénom. 
Mais une semaine avant la sortie de leur premier single, Futari no Hokkaidō, elle meurt dans un accident de voiture, le 16 juillet 1999, à 19 ans. Yanagihara, qui se rendait à un cours de danse, aurait conduit seule dans le véhicule (une Mitsubishi Pajero) près de son domicile situé à Nakasatsunai, sur l'île d'Hokkaidō, vers 17h00, lorsqu'elle perd le contrôle de sa voiture, car cette dernière, fait une embardée hors de la route et s'écrase dans un fossé. Hiromi est éjectée du véhicule qui ensuite tombe sur elle et qui la piège en dessous. Elle est transportée en ambulance à l'hôpital, où elle est déclarée morte plus tard à 19h10. La cause officielle de sa mort est le traumatisme et l'insuffisance cardiaque aiguë et tout ça dû à ses blessures.

## Hommages
Un épisode de Idol o Sagase lui est consacré en hommage, présenté par Yuko Nakazawa et Michiyo Heike, présentatrices habituelles de l'émission, mais qui, par coïncidence, avaient déjà tourné avec elle l'année précédente dans Taiyō Musume to Umi et Morning Cop.

## Postérité
Azusa Kobayashi quitte Country Musume le mois suivant, a priori choquée par cet événement, mais a posteriori pour des raisons sans aucun lien. Rinne Toda restera la seule membre du groupe pendant près d'une année, sortant seule plusieurs singles, avant que de nouveaux membres soient recrutées en remplacement.

## Filmographie

### Dramas
- 6 avril 1998 – Taiyō Musume to Umi (太陽娘と海?)
- 9 juillet 1998 – Kaze no Musumetachi (風の娘たち?)
- 11 novembre 1998 – Wine Musume Koi Monogatari (ワイン娘恋物語?)

### Film
- 1998 – Morning Cop - Daite Hold On Me! (モーニング刑事。～抱いてHold on Me!～?)

### TV shows
- 13 juillet 1999 – Idol o Sagase